# 타령

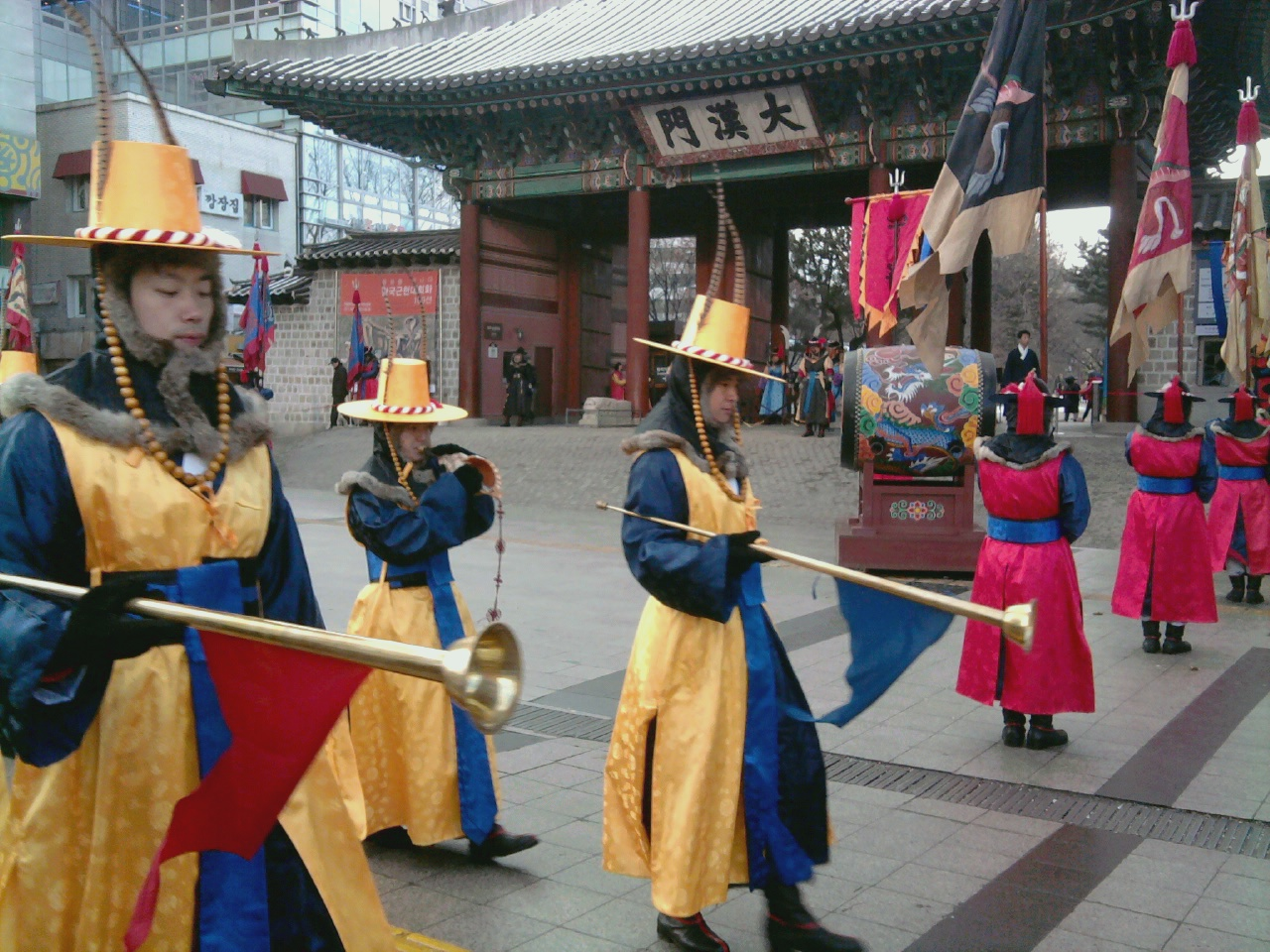
덕수궁 앞에서 취타대를 리인액트하고 있다.

타령 혹은 취타(吹打－槪念)는 임금의 거동이나 고관의 행차, 군대 행진에 쓰이는 행진곡을 말한다. 취(吹), 즉 부는 악기와 타(打), 치는 악기로 편성되는 악대(樂隊) 혹은 악곡을 가리키는 데서 나왔다. 따라서 서양음악의 취주악(吹奏樂, brass－band) 혹은 행진곡과 같은 뜻이 되는데, 이런 음악을 옛날에는 행악(行樂)이라고도 하였다.

## 취타의 종류
취타에는 어가(御駕) 앞에서 연주하는 세악취타(細樂吹打)와 어가 뒤에서 연주하는 대취타(大吹打)가 있는데 악기편성이나 음악의 내용 면에서 서로 다르다. 어가 앞에는 피리·대금·해금·장구·북 등의 삼현육각 편성으로, 음악도 〈취타(萬波停息之曲)〉·〈길군악(折花)〉·〈길타령〉·〈염불타령〉·〈별우조타령(金殿樂)〉·〈군악(별곡타령)〉 등을 연주한다.  어가 뒤에는 태평소·나발·소라·자바라·징·북 등 음량이 큰 악기들로 편성된 이른바 대취타이고, 그 음악도 〈대취타(일명 武寧之曲)〉·〈능계〉·〈취타굿거리〉 등을 연주한다. 〈군악〉은 〈관악영산회상〉의 〈군악〉과 같은 곡이고, 〈별우조타령〉도 그 계통의 음악으로 보인다.

### 어가 뒤

#### 대취타
태평소·나발·소라·자바라·징·장구·북 등 음량이 큰 관악기와 타악기로 편성된 음악으로 옛날 궁중의 선전관청과 각 영문(營門)에 속해 있던 구군악대에서 임금의 거동, 고관의 행차, 군대 행진에 연주하던 대표적인 행진곡이다. 대취타는 일명 무령지곡(武寧之曲)이라고도 한다. 장단은 12박이고, 음악은 7장으로 구분되며, 장쾌하고 웅장한 음악이다.

### 어가 앞

#### 취타
삼현육각(대금·향피리 2·해금·장구·북)으로 편성되는 행악(行樂), 즉 행진곡으로 쓰던 음악으로서 대취타와 관련이 있는 음악이다. 대취타와 같이 장단은 12박이고 음악도 7장으로 구분된다. 반복 연주될 때엔 '돌아간다' 또는 '돌장'이라 하여 초장 2장단을 제치고 중간에서 다시 시작한다. 취타를 끝내고 길군악이 계속 연주되는데 '바로간다'고 하며, 한 장단의 경과구가 있다.
취타는 관악기와 현악기로 편성되는 경우에 대개 거문고·가야금·대금·당적·향피리·해금·아쟁·장구·좌고로 연주한다. 관현악으로 연주할 때는 만파정식지곡(萬波停息之曲), 현악만으로 연주할 때는 수요남극(壽耀南極)이라고 구별하여 부르기도 한다. 명쾌한 음악이다.

#### 길군악
삼현육각(대금·당적·향피리 2·해금·장구·북)으로 연주되는 행악 즉 행진곡의 하나로, 취타에 이어서 연주된다. 장단은 8박이고, 첫마루와 돌장의 2부분으로 나눈다. 각 부분은 한 장단을 단위로, 장으로 구분하며 6장으로 구분하기도 하는데, 돌장 4장에서 시작하여 돌장 끝에서 첫마루 처음으로 반복되는 형식이다. 길군악은 돌아가지 않고 바로 갈 때에는 '길타령'으로 넘어가는데, 길타령으로 가는 경과구가 2장(2장단)이 끼어 있다. 길군악은 군악(軍樂)과 동계(同系)음악으로 선법이 청태주평조로 되어 있다. 길군악은 일명 절화(折花)라고도 하며 명쾌한 음악이다.

#### 길타령
삼현육각으로 연주되는 행악 즉 행진곡의 하나로, 취타·길군악에 이어서 연주된다. 영산회상의 타령과 관련이 있는 곡이다. 장단은 4박 좀 빠른타령 장단으로 되어 있다. 피리는 한 구멍 치켜잡고 분다. 본마루와 돌장으로 구분되는데 본마루는 4장단 단위로 장을 세분, 3장으로 가르기도 한다. 돌장 3장에서 시작하여 본마루로 간다. 끝에는 염불타령으로 가는 경과구가 있다. 길타령은 일승월항지곡(日昇月恒之曲) 또는 우림령(雨淋鈴)으로 부르기도 한다. 명쾌한 음악이다.

#### 별우조타령
행악의 하나로서 <영산회상> 중에서 타령과 관련이 있는 음악이다. 일명 '삼현타령'이라고도 불리고, 금전락(金殿樂)이라고도 불린다. 취타·길군악·길타령에 이어서 연주된다. 장단은 타령장단이다.

#### 염불타령
염불타령은 무용음악으로도 많이 쓰이고 순음악으로도 쓰인다. 순음악으로 쓰일 때는 생황과 단소 또는 양금과 단소로 병주(倂奏)하기도 하고, 대금 혹은 피리로 독주하기도 하며, 대금·단소·세피리·해금·양금으로 편성된 세악(細樂)으로 연주하기도 한다.   장단은 도드리 계통의 6박이다. 2장단을 단위로 구분하기도 하는데, 반복 후에는 '쇠는 장', 즉 빠르고 높은 음정으로 연주하는 부분이 2장 따른다. 염불타령은 관악염불(管樂念佛) 혹은 헌천수(獻天壽)라고도 부른다.

## 취고수와 세악수
조선 말기 서양 군악대를 설치한 뒤부터 전통 군악대를 구군악이라 불렀다. 구군악은 궁중 선전관청(宣傳官廳)에 겸내취(兼內吹)가 있고, 오영문(五營門)에 취고수(吹鼓手)가 있었다. 대취타를 연주하는 악수를 ‘취고수’, 혹은 ‘취타내취(吹打內吹)라 하고, 세악취타를 연주하는 악수를 ‘세악수(細樂手)’ 혹은 ‘세악내취(細樂內吹)’라 하였다. 취타수는 누런 빛깔의 전복(胡服)에 초립(草笠)을 썼다.